# 中村登美
中村 登美（なかむら とみ、1916年12月29日 - 2016年4月9日）は、日本の政治家。自由民主党参議院議員（1期）。参議院議員先代中村喜四郎の妻、元衆議院議員（元建設大臣）中村喜四郎の母。

## 経歴
茨城県那珂郡出身。1935年茨城県立水戸高等女学校（現・水戸第二高等学校）卒。中村喜四郎と結婚し、夫が運営する自動車学校の役員から校長となる。1971年暮れ、夫が死去し、翌年2月の参議院補欠選挙で茨城地方区において諸派（喜友会）から立候補して、自民党公認候補などを破り当選し、茨城県初の女性参議院議員となった。当選後は自民党に入り、参議院物価等対策特別委員長などを歴任した。参議院議員は1期務め、1977年の第11回参議院議員通常選挙には出馬しなかった。息子の喜四郎は前年の衆議院議員総選挙で初当選した。1992年勲三等宝冠章を受章、2016年に99歳で死去した。